# 토시살

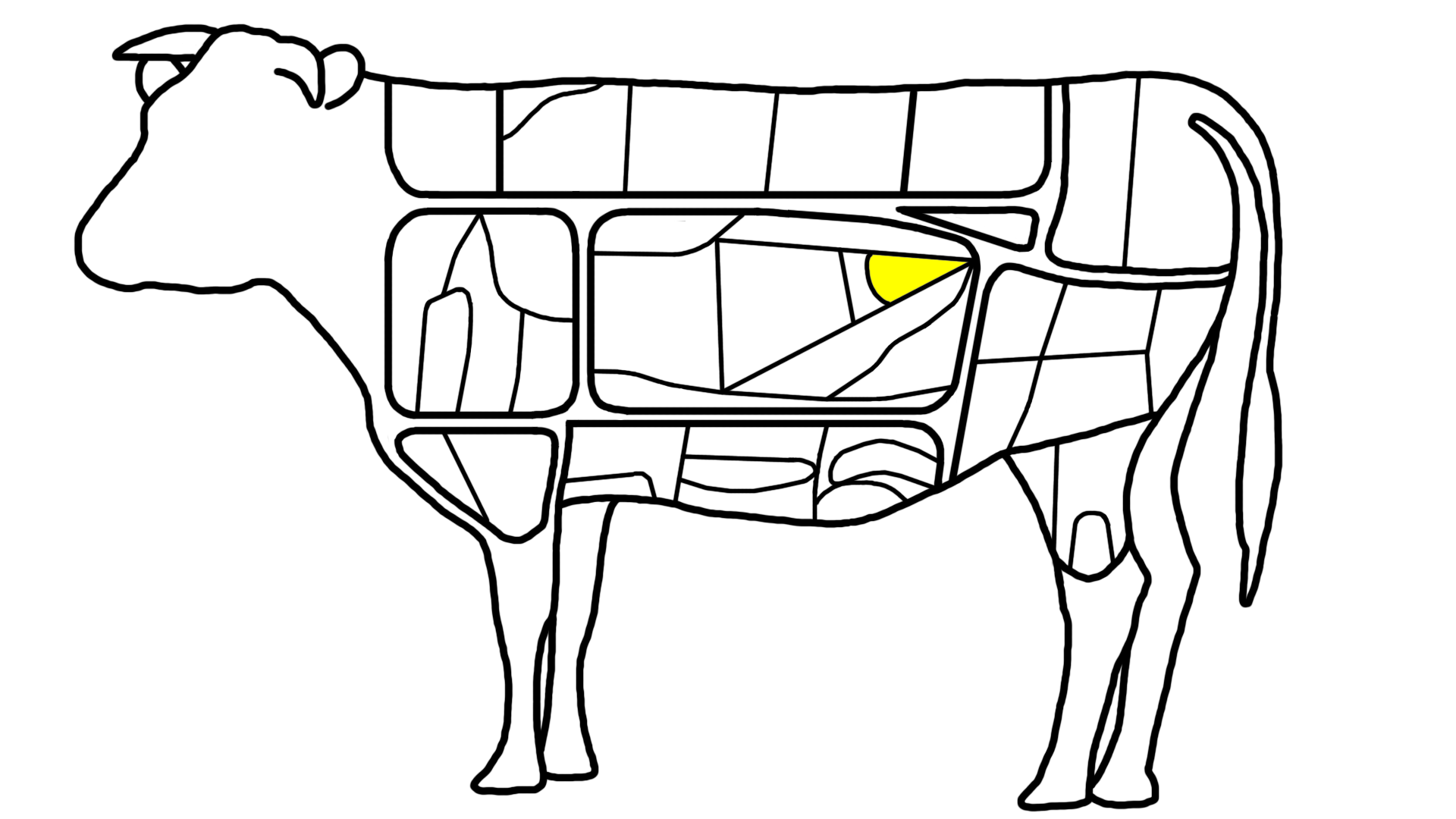
토시살

토시살은 쇠고기 갈비의 하위 정형 부위이다. 토시살은 제1등뼈와 제1허리뼈 사이에 부착되어 있는 근육으로, 갈비와 내장을 연결하는 안심 옆에 붙어 있으며, 횡격막인 안창살과 함께 소의 내장을 붙들고 있는 역할을 한다. 팔에 끼는 토시처럼 생겨 "토시살"이라 부르며, 안거미로도 불린다. 소 한 마리당 한 덩어리, 약 550g 정도만 생산되며, 주로 구이용으로 사용된다.

## 같이 보기
- 갈비살
- 꽃갈비
- 마구리
- 본갈비
- 안창살
- 제비추리
- 참갈비
- 행어